# Brian Gottfried
Brian Gottfried (Baltimora, 27 gennaio 1952) è un ex tennista statunitense.

## Biografia
Durante la sua carriera vinse 25 titoli di singolare senza mai vincere un torneo del Grande Slam, giungendovi in finale al Roland Garros nel 1977, venendo battuto pesantemente dall'argentino Guillermo Vilas in tre set duri: 6-0, 6-3, 6-0. Al Torneo di Wimbledon 1980 giunse in semifinale perdendo contro lo svedese Björn Borg per 6-2, 4-6, 6-2, 6-0 che poi vincerà la competizione.
Nel doppio invece vinse 54 titoli vinti di cui il Torneo di Wimbledon 1976 esibendosi in coppia con il messicano Raúl Ramírez ebbero la meglio in finale della coppia Ross Case e Geoff Masters con un risultato di 3-6, 6-3, 8-6, 2-6, 7-5. Due vittorie sempre nel doppio le ebbe all'Open di Francia: nel 1975 vincendo in finale John Alexander e Phil Dent per 6–2, 2–6, 6–2, 6–4 e nel 1977 battendo Wojciech Fibak e Jan Kodeš con 7–6, 4–6, 6–3, 6–4, entrambe le volte giocò in coppia con Ramírez.